# آیناموی
آیناموی روستایی در استان ریفت والی، کنیا می‌باشد.